# Liste der Monuments historiques in Quinssaines
Die Liste der Monuments historiques in Quinssaines führt die Monuments historiques in der französischen Gemeinde Quinssaines auf.

## Liste der Objekte
| Bezeichnung           | Beschreibung                             | Standort                       | Kennzeichnung | Schutzstatus | Datum | Bild |
| --------------------- | ---------------------------------------- | ------------------------------ | ------------- | ------------ | ----- | ---- |
| Wandmalereien im Chor | 1843, nach Motiven von Peter Paul Rubens | in der Kirche St-Marcel (Lage) | PM03001541    | Inscrit      | 2000  |      |